# Zehn Gebote (Comic)
Zehn Gebote (orig.: Le décalogue ) ist eine im Original von 2001 bis 2003 bei Glénat erschienene, frankobelgische Comicserie des Autors Frank Giroud, die er mit von Band zu Band wechselnden Zeichnern realisierte.

## Comichistorische Einordnung und Bedeutung
Giroud begann seine Karriere als Comic-Autor 1980, wo er an den Serien La Découverte du monde en bandes dessinées (Band 19) und Histoire du Far West (Bände 5, 10, 11, 21 und 26) mitarbeitete. Bei derartigen edukativen Serien war es seinerzeit üblich, die einzelnen Episoden von unterschiedlichen Zeichnern und Autoren umsetzen zu lassen. Dieses ursprünglich ökonomische Prinzip wandte Giroud als erster auf eine Comicserie dergestalt an, dass er das ökonomische Prinzip mit einem künstlerischen verband. Das war bei Erscheinen der Serie innovativ, was sich aber in der eher spärlichen Rezeption (siehe Abschnitt unten) nicht widerspiegelte. Gleichwohl war die Serie beim Publikum durchaus erfolgreich und markiert so den Durchbruch Girouds als Comic-Autor. Der ökonomische Aspekt bei der Aufteilung auf mehrere Zeichner ist, dass die Zeichner gleichzeitig an den jeweiligen Bänden arbeiten können, was es ermöglicht, eine umfangreiche Serie in schneller zeitlicher Folge veröffentlichen zu können. So erschienen von Zehn Gebote jeweils zwei Bände gleichzeitig, in ungefähr halbjährigem Abstand, womit alle 10 Bände innerhalb von lediglich zwei Jahren vorlagen. Bei klassischer Arbeitsweise mit nur einem Zeichner, erscheint, je nach Produktivität des Zeichners meist höchstens ein Band pro Jahr.
Nicht nur Giroud selbst wandte dieses Prinzip später unter anderem bei seiner Serie Quintett erneut an, er fand auch Nachahmer, so Yves H., der bei seiner Trilogie Auf Draculas Spuren ebenfalls jeden der drei Bände von einem anderen Zeichner umsetzen ließ.

## Inhalt
Im Mittelpunkt der Serie steht das 1823 erschienene Buch „Nahik“. Dieses basiert auf den „Zehn Geboten des Islam“, die der Prophet Mohammed auf die Schulterknochen eines Kamels geschrieben haben soll. Jeder Band der Serie thematisiert eines der Gebote anhand der Schicksale von Personen, die mit dem Buch oder dem Kamelknochen in Berührung kommen, wobei die Geschichten chronologisch rückwärts erzählt werden: Band 1 spielt 2001 in Glasgow, Band 10 zur Zeit des Propheten Mohammeds, im Jahre 622 in Medina. Jeder Band enthält ein zusätzliches Element des Buchs Nahik, aber jedes Album hat seinen eigenen Zusammenhang und kann unabhängig von den übrigen gelesen werden. Ergänzend dazu erklärt Giroud in einem Interview mit der Zeitschrift Vécu: „Darüber hinaus führt eine chronologische Lektüre von Band 10 bis zum Ende mit Band 1 zu einer noch anderen Sicht des Ganzen ... und zu einer unerwarteten Offenbarung.“
Da jeder Band auch als Einzelband gelesen werden kann (wenngleich sich die Komplexität der Serie natürlich nur im Gesamten erfassen lässt), in einer anderen Epoche spielt und von anderen Protagonisten erzählt, erlaubt es dieses Serien-Konzept, mit von Band zu Band wechselnden Zeichnern zu arbeiten. Was bei ongoing-Serien wie immer wieder erneute Brüche wirken und eher störend empfunden würde, unterstützt hier im Gegenteil das künstlerische Konzept.

## Liste der Bände und deren Zeichner
(dt. Titel – Zeichner – Datum der Original-Veröffentlichung)
1. Der Killer von Glasgow – Béhé – 1/2001
2. Eine Frage des Gewissens – Giulio De Vita – 1/2001
3. Die Ikone in Tränen – Jean-François Charles – 5/2001
4. Bei Gott dem Allmächtigen – TBC – 5/2001
5. Verzweiflung und Skrupel – Bruno Rocco – 2/2002
6. Ein Kind reicher Leute – Alain Mounier – 2/2002
7. Tod den Verschwörern – Paul Gillon – 10/2002
8. Nahik – Lucien Rollin – 10/2002
9. Der Papyrus von Kom-Ombo – Michel Faure – 1/2003
10. Die letzte Sure – Franz – 1/2003

## Nachfolgeprojekte
Im November 2003 erschien unter dem Titel Das elfte Gebot ein Sonderband mit fünf ergänzenden Comic-Kurzgeschichten, geschrieben von Frank Giroud und von Zeichnern der ersten zehn Bände umgesetzt; namentlich von Alain Mounier, Lucien Rollin, TBC, Michel Faure und Bruno Rocco. Darüber hinaus besteht der Band aus Texten von Luc Révillon sowie Skizzen und Illustrationen.
2006 bis 2010 folgte mit Zehn Gebote: Das Erbe eine fünfbändige Weiterführung, gezeichnet von Joseph Béhé, der bereits Band 1 der Ursprungsserie gezeichnet hatte, bei dieser Fortführung aber mit seiner Lebensgefährtin Camille Meyer zusammenarbeitete.
Ebenfalls 2006 gestartet, aber 6 Bände umfassend, deren letzter 2013 erschien, ist das auf Deutsch unveröffentlichte Spin-off Les Fleury-Nadal, bei dem Giroud wieder mit dem Prinzip der wechselnden Zeichner arbeitete. Diesmal waren dies erneut Lucien Rollin (Band 1, zuvor Band 8 der Ursprungsserie) sowie erstmalig Daniel Hulet (Bände 2 und 3, dt. erst 2024 in einem Doppelband unter dem Bandtitel Benjamin bei comicplus+ erschienen), Didier Courtois (Band 4) und Gilles Mezzomo (Bände 5 und 6).

## Chronologie der deutschen Veröffentlichungen
- September 2001 bis März 2003: Zehn Gebote 1–6 als Softcover-Einzelbände bei comicplus+[9]
- Februar bis Juni 2003: Zehn Gebote 7 als Vorabdruck in Fortsetzungsfolgen in ZACK 44–48[10]
- September 2003 bis März 2005: Zehn Gebote 7–9 als Softcover-Einzelbände bei comicplus+[9]
- Juni 2005: Das Labyrinth (eine der fünf Kurzgeschichten aus dem Sonderband im Vorabdruck) in ZACK 72[10]
- September 2005: Zehn Gebote 10 als Softcover-Einzelband bei comicplus+[9]
- Oktober 2007 bis Dezember 2010: Zehn Gebote – Das Erbe 1–5 als Softcover-Einzelbände bei comicplus+[11]
- März 2013: Sonderband Das elfte Gebot als Hardcover-Album bei Finix Comics[12]
- Januar 2014 bis März 2015: Zehn Gebote in fünf Integral-Ausgaben[13], die die zehn Einzelbände, sowie die fünf Kurzgeschichten aus dem Sonderband Das elfte Gebot enthalten
- Juni bis Oktober 2015: Zehn Gebote – Das Erbe in zwei Integral-Ausgaben[14]

## Rezeption
Andreas Platthaus schrieb in der FAZ, Zehn Gebote sei „eines der spannendsten Comic-Experimente“, Bernd Hinrichs schlägt in ZACK in dieselbe Kerbe und formuliert es als „eines der außergewöhnlichsten europäischen Comicprojekte“.
Trotz des innovativen Konzepts und Erfolgs beim Publikum blieb die Serie zur Zeit ihrer Erstveröffentlichung von der Kritik weitgehend unbeachtet. Auch wurde weder die Serie noch einer der Einzelbände mit einem Preis bedacht. Auf dem Festival von Angoulême im Jahr 2002 war aber immerhin Band 1 für den Prix Canal BD und Band 4 für das beste Szenario nominiert. Elodie Drouard und Pierre Godon haben auf francetvinfo.fr eine Liste der 100 besten Comics der ersten 20 Jahre der 2000er erstellt, in der Zehn Gebote auf dem 92. Platz gelandet ist.
Insgesamt resümiert Eckart Sackmann die Rezeption der Serie so: „Der Gehalt dieser Serie, sowohl den literarischen und intellektuellen Anspruch betreffend als auch das Experiment mit der Erzählform Comic, ist in beiden Ländern nicht in die Feuilleton-Redaktionen gedrungen, also zu denen, die über die 'Kulturhoheit' im Land verfügen.“

## Benutzte Quellen / weiterführende Literatur

### Print
- Andreas Dierks: Zehn Gebote, zehn Zeichner, ein Giroud – und ein Kamelknochen (Artikel zur Serie, Giroud Biographie und Comicographie) in Comixene 62/63 (Juni/Juli 2003), S. 52–56
- Eckart Sackmann: Ein synthetischer Dekalog (Artikel zur Serie inkl. Checkliste) in ZACK 45 (März 2003), S. 22–23
- Florian Weiland-Polierberg: Rezension zu Band 8 Nahik in Xoomic 10 (Dezember 2004), S. 55/56
- Martin Surmann: Michel Faure und Eckart Sackmann: Zehn Gebote (zwei begleitende Beiträge zum Abdruck einer Kurzgeschichte zur Serie) in ZACK 72 (Juni 2005), S. 56–57
- Bernd Hinrichs: Im Zeichen der 10 Gebote in ZACK 205 (7/2016), S. 38–39 (auch online verfügbar auf der webseite von comicplus+)

### Online
- Im Blickpunkt: Zehn Gebote – die Serie in Einzelbänden, vorgestellt auf comicplus.de
- Im Blickpunkt: Zehn Gebote – die Gesamtausgabe vorgestellt auf comicplus.de
- Im Blickpunkt: Zehn Gebote – Das Erbe – die Gesamtausgabe vorgestellt auf comicplus.de
- Interview von Emmanuelle Mahoudeau für die Zeitschrift Vécu zur Serie mit Frank Giroud (frz.) Zum Zeitpunkt des Interviews waren sechs der zehn Bände fertig gezeichnet.